# Ch'alla Willk'i
Ch'alla Willk'i (aymara, också Challa Willkhi) är ett berg i Bolivia.   Det ligger i departementet Oruro, i den västra delen av landet, 300 km väster om huvudstaden Sucre. Toppen på Ch'alla Willk'i är 4 562 meter över havet.
Terrängen runt Ch'alla Willk'i är lite bergig. Trakten är glest befolkad. 